# 리전 오브 둠
리전 오브 둠(Legion of Doom)은 WWE의 태그팀이다.

## 역대 멤버
- 1기 멤버 - 로드 워리어 애니멀 & 로드 워리어 호크

- 2기 멤버 - 로드 워리어 애니멀 & 하이든 라히

## 수상
- WWE 태그팀 챔피언 (구 버전)
- WWE 월드 태그팀 챔피언 (구 버전) 2회
- NWA 월드 태그팀 챔피언
- NWA 인터내셔널 태그팀 챔피언
- AWA 월드 태그팀 챔피언
- NWA 내셔널 태그팀 챔피언